# Všetaty (ort i Tjeckien, lat 50,05, long 13,76)
Všetaty är en ort i Tjeckien.   Den ligger i regionen Mellersta Böhmen, i den västra delen av landet, 50 km väster om huvudstaden Prag. Všetaty ligger 411 meter över havet och antalet invånare är 309.
Terrängen runt Všetaty är platt åt nordväst, men åt sydost är den kuperad. Runt Všetaty är det ganska glesbefolkat, med 43 invånare per kvadratkilometer. Närmaste större samhälle är Rakovník, 6,6 km norr om Všetaty. I omgivningarna runt Všetaty växer i huvudsak blandskog.